# バルハシ湖

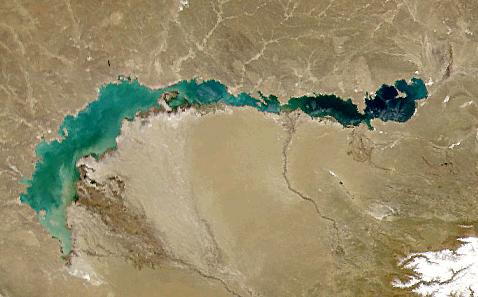
バルハシ湖の衛星写真

バルハシ湖（カザフ語: Балқаш、ロシア語: Озеро Балхаш）は、カザフスタン東部にある湖。カザフスタン西部がその沿岸の一部をなすカスピ海を除けば中央アジア最大級の湖である。

## 概説
面積は16,996km2で、かつてはアラル海のほうが広かったが、アラル海の縮小・分裂により、バルハシ湖が中央アジア最大となった。アジアではバイカル湖に次ぎ2位、世界では14位。近年では流入量の減少、水質汚染が危惧されている。
長さ605km、最大幅74km。標高342m、貯水量122km3、平均水深5.8m、最大水深25.6m。湖の西半分は淡水だが、東半分は塩湖。
流れ込む川はおもに南からで、湖の西部にイリ川、東部にアクス川、レプサ川などがある。流れ出す川はなく、内陸湖である。11月～4月中旬の間は結氷する。イリ川三角州を含むバルハシ湖南西部一帯はコウジョウセンガゼル、マダライタチ、カオジロオタテガモ、アオガン、シップスタージョン、ニシハイイロペリカンなどの動物の生息地で、2012年にラムサール条約登録地となった。
周辺にはバルハシ、サリシャガン、レプスイなどの町がある。